# 漢娜·杜根
漢娜·C·杜根（英語：Hannah C. Dugan；1959年—），是美國威斯康辛州密爾沃基縣的律師及法官，自2016年起出任密爾沃基縣威斯康辛州巡迴法院法官。在踏足司法界前，杜根曾任美國天主教慈善會於威斯康辛州東南部的執行董事、密爾沃基律師協會會長，並曾在多間法律援助機構工作。
2025年4月25日，杜根被聯邦調查局拘捕，並遭起訴，涉嫌協助一名非法移民逃避拘捕。事件迅即引起美國全國關注，並在政界及法律界引發廣泛議論。大批共和黨人支持當局行動，惟不少民主黨人則批評，指此舉反映特朗普第二屆政府展現威權作風。

## 生平和事蹟
杜根畢業於威斯康辛大學麥迪遜分校，獲法律研究學士學位，並於波士頓學院取得文學碩士學位。1987年，她完成威斯康辛大學法學院課程，隨後曾於馬凱特大學及西雅圖大學法學院西雅圖大學法學院教授法律課程。1999至2000年間，杜根曾出任密爾沃基律師協會會長。
杜根職業生涯的大部分時間均投身法律援助領域，支援貧困及弱勢社群。2006至2009年，她出任威斯康辛州東南部天主教慈善會執行董事。她亦積極參與各類專業組織，並曾為威斯康星州律師監管辦公室所提起的律師紀律案件擔任裁判。2016年接受《Milwaukee Independent》訪問時，杜根表示密爾沃基的司法環境極具挑戰，但她堅信法官應保持獨立。
杜根於2016年當選威斯康辛州巡迴法院法官，以65%得票率擊敗時任法官保羅·里費爾。任內主要處理法院輕罪部門的案件。

## 逮捕

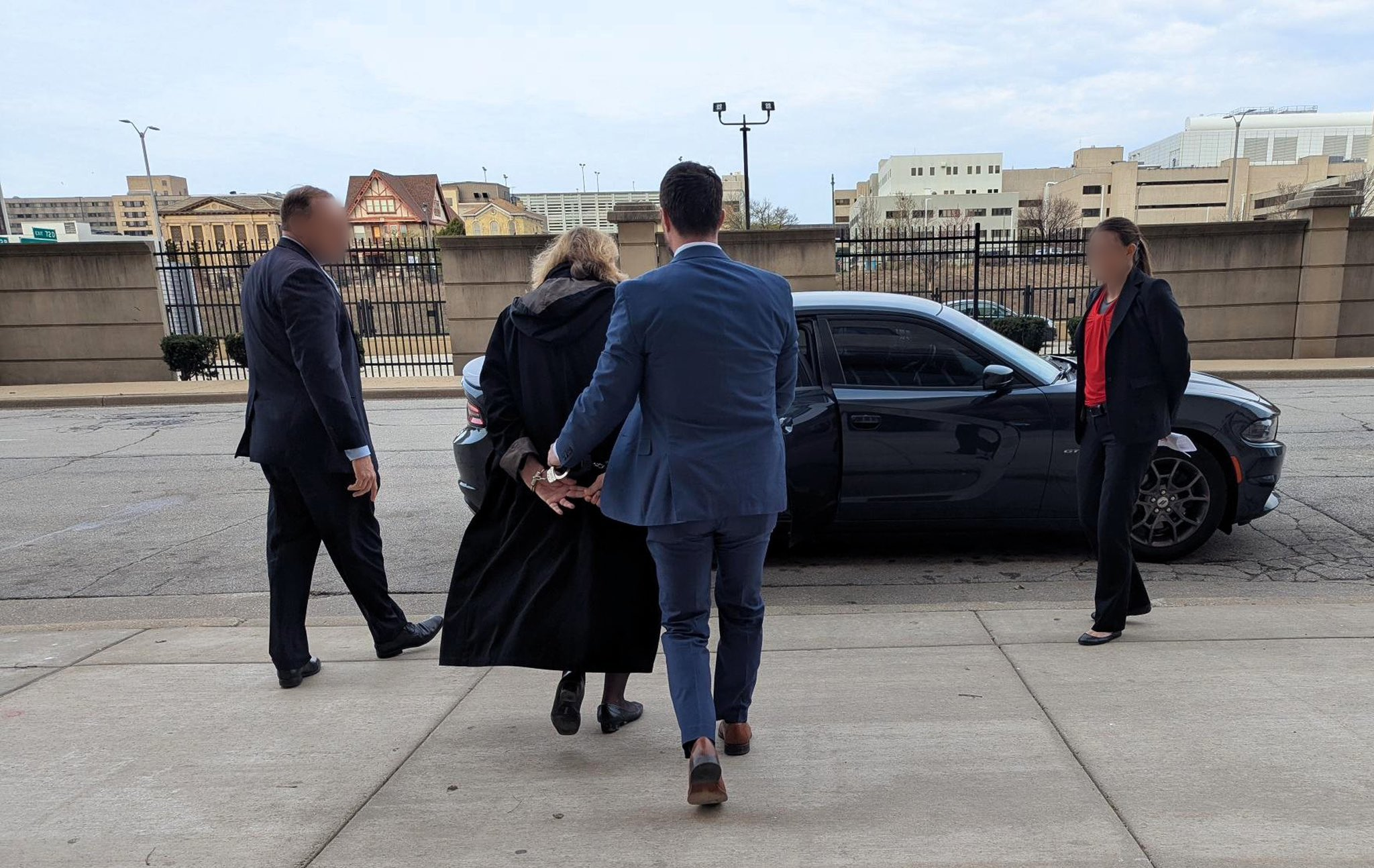
聯邦調查局特工於2025年4月拘捕杜根

2025年4月18日，美國移民及海關執法局向一名30歲墨西哥非法移民愛德華多·弗洛雷斯-魯伊斯發出拘捕令。弗洛雷斯-魯伊斯被控輕罪毆打，原定在杜根主審下就毆打及家庭暴力指控出庭。他涉嫌以緊握拳頭毆打室友約三十次，並襲擊室友的女友，導致對方受傷需送院治療。
根據一名聯邦調查局特工為支持控告杜根而提交的宣誓書指，當杜根得知美國移民及海關執法局特工在她法庭外等候拘捕弗洛雷斯-魯伊斯時，情緒「明顯憤怒」。她隨即在走廊上與特工對質，並查問對方是否持有由法官簽發的司法拘捕令。特工回應指，他們只持有行政拘留令。行政拘留令非由法官簽發，法律效力較司法拘捕令為低，且在執行上受限制，例如目標人士可拒絕配合，並可拒絕特工進入私人空間。杜根其後要求特工出示司法拘捕令，並指示他們向首席法官卡爾·阿什利查詢，隨後返回法庭。
據《Milwaukee Journal Sentinel》報道，密爾沃基縣巡迴法院首席法官卡爾·阿什利曾透過電郵通知杜根有關拘留令，杜根回覆指「在六樓走廊並未有人出示拘捕令」。
杜根返回法庭後，未有如期舉行聽證會，儘管據稱受害人已在場等候。她指示弗洛雷斯-魯伊斯及其律師由陪審團室的出口離開，進入通往公眾走廊的通道。這條通道經過一段走廊後通往公眾區域，亦即她早前與聯邦特工交談的位置。弗洛雷斯-魯伊斯其後乘搭電梯離開，在電梯內被一名緝毒局特工發現並跟蹤，最終成功逃出法院大樓。美國移民及海關執法局特工隨即追捕，並於West State Street與Tenth Street交界附近將他拘捕。弗洛雷斯-魯伊斯現正被羈押於威斯康辛州朱諾的Dodge拘留中心。
聯邦調查局隨後展開調查，以確定杜根是否協助該名移民逃避逮捕。2025年4月25日，杜根被聯邦調查局特工拘捕，並被控以兩項重罪，包括妨礙司法公正及藏匿個體。聯邦調查局局長卡什·帕特爾在社交平台Twitter／X上發帖，指杜根「在法院內蓄意誤導聯邦特工，妨礙他們拘捕目標人物」。帕特爾後來刪除帖文，但不久後再次發佈，司法部部長帕姆·邦迪亦在另一則帖文中確認了杜根的被捕消息。帕特爾稍後亦於Twitter／X上發佈杜根被押解的照片，此舉可能違反美國司法部的《保密與媒體聯絡政策》。
杜根於當日上午在美國地方法院裁判官史蒂芬·C·德賴斯面前出庭，未有作出公開發言。她的律師在庭上表示，杜根「對被捕深感遺憾並堅決抗議，強調逮捕行動並非基於公共安全理由」。在初步聆訊後，杜根聘請了前美國檢察官史蒂文·M·比斯庫皮克作為代表律師。

## 反應
共和黨議員普遍為杜根被捕辯護。威斯康辛州第三國會選區的國會議員德里克·范奧登向《Axios》表示：「全國有不少激進派法官以政治目的行事，企圖破壞特朗普總統的施政議程，並剝奪7700萬名支持者的權利。」前威斯康辛州州長斯科特·沃克呼籲威斯康辛州州議會的共和黨領袖召開特別會議，彈劾並罷免杜根，而威斯康辛州第八國會選區的國會議員托尼·維德則直接要求她辭職。威斯康辛州眾議院多數黨領袖泰勒·奧古斯特則發表聲明，指若有確鑿證據證明指控屬實，眾議院共和黨人「準備果斷行動」，但未有說明具體措施。
民主黨議員則普遍譴責這次逮捕行動。代表威斯康星州的聯邦參議員塔米·鮑德溫批評美國總統當勞·特朗普破壞民主價值，指控逮捕法官「威脅突破」《美國憲法》保障的權力分立原則。密爾沃基所在的威斯康辛州第四國會選區的國會議員格溫·摩爾發表聲明，直指自己對特朗普政府日益無視法治的行為感到極度擔憂，並特別點名批評美國移民及海關執法局一再無視法院判決，無視憲法。威斯康辛州第二國會選區的馬克·波肯則向《Axios》表示，這類逮捕行動是「第三世界國家才會出現的現象」，並呼籲展開徹查。
密爾沃基市市長卡瓦利爾·約翰遜亦警告，聯邦政府對密爾沃基縣法院的激進干預，正在削弱民眾對司法制度的信心。他表示：「這種行為令市民害怕參與正當的法院程序。這些市民可能是受害人、證人、民事訴訟當事人或交通違例者。當他們因恐懼而卻步，我們的社區安全便會受損。」州議員瑞安·克蘭西亦指出：「如果人們合理擔心會被無理拘捕而不敢出庭，尤其是在美國移民及海關執法局特工已多次因言論及結社活動報復性拘捕市民、且無正當搜捕令的情況下，我們根本無法維持一個正常運作的法律制度。」密爾沃基縣縣長大衛·克勞利初時表示應尊重法律程序，待真相水落石出，但隨後亦批評這次逮捕行動是「對美國制衡制度及權力分立精神的直接挑戰」。
《Milwaukee Journal Sentinel》報道指，包括多名前聯邦檢察官在內的五位法律專家均認為，杜根不應被控以聯邦罪名。全國刑事辯護律師協會主席克里斯托弗·韋爾伯恩發表聲明，批評這次逮捕行動，強調美國民主制度「建立於司法獨立之上」，並指出任何來自行政部門、意圖削弱這一基礎的報復行動，「都必須受到我們堅定的監督和有力的回應」。
威斯康辛州索耶縣巡迴法院法官莫妮卡·伊舍姆則發送了一封電郵給州內其他法官，標題為「尋求指引，否則我拒絕開庭」。她在信中強調，自己曾宣誓要維護美國及威斯康辛州的憲法，並直言：「我絕不會允許任何人在我的法庭內被美國移民及海關執法局帶走並送往集中營，尤其是在沒有遵循正當程序的情況下，因為我們誓言捍衛的兩部憲法都明確要求正當程序。」她表示，若未獲當局提供清晰指引，她將拒絕主持庭審。
密爾沃基律師、前聯邦檢察官弗蘭克林·金貝爾亦對杜根的逮捕過程感到震驚。他指出：「首先也是最重要的，一位身為法官、住址明確且隨時可被聯繫的人，不應被像普通罪犯那樣拘捕。我對美國檢察官辦公室及聯邦調查局未邀請她主動到庭接受程序感到非常震驚。」
密爾沃基縣首席法官卡爾·阿什利則表示，杜根的案件將由其他法官接手處理，他本人不願就此事進一步發表評論。
2025年4月25日，數十名抗議者聚集在密爾沃基聯邦法院外示威，翌日又有群眾在聖法蘭西斯市的聯邦調查局外勤辦公室前舉行抗議活動。

## 選舉歷史

### 威斯康辛州巡迴法院（2016年、2022年）
| 年份   | 選舉 | 日期   | 當選者                  | 當選者 | 當選者 | 當選者 | 落選者                  | 落選者   | 落選者   | 落選者   | 總票數 | 勝出票數差 |
| ------ | ---- | ------ | ----------------------- | ------ | ------ | ------ | ----------------------- | -------- | -------- | -------- | ------ | ---------- |
| 2016年 | 普選 | 4月5日 | 漢娜·C·杜根             | 無黨籍 | 132461 | 64.90% | 保羅·里費爾（時任法官） | 無黨籍   | 70098    | 34.35%   | 204088 | 62363      |
| 2022年 | 普選 | 4月5日 | 漢娜·C·杜根（時任法官） | 無黨籍 | 89206  | 98.42% | —無對手—                | —無對手— | —無對手— | —無對手— | 90640  |            |

## 外部鏈接
- 美國聯邦調查局在美國地方法院提交的刑事起訴書（ED Wis. 25-M-397 (SCD)）
- 维基共享资源上的相關多媒體資源：漢娜·杜根